# Michael Laurenz
Michael Laurenz (* 29. August 1978 in Halle (Saale), DDR, als  Michael Laurenz Müller) ist ein deutscher Opernsänger (Tenor). Er gilt als Vertreter des Spieltenor- (Tenorbuffo) bzw. Charaktertenorfachs.

## Leben
Laurenz Müller begann eine Musikausbildung in Halle (Saale) an der Spezialschule für Musik mit den Instrumenten Trompete und Klavier. Es folgte ein Studium zum Diplom-Orchestermusiker mit Hauptfach Trompete in Leipzig und Berlin. Wichtigster Lehrer war Konradin Groth (Berliner Philharmoniker).
Als Trompeter arbeitete Michael Laurenz, wie er sich nun nannte, in verschiedenen Klangkörpern und Orchestern. So war er Mitglied des Gustav Mahler Jugendorchesters, der Jenaer Philharmonie, des Nordharzer Städtebundtheaters, des Polizeiorchesters Berlin und der Berliner Symphoniker.
Seine sängerische Laufbahn begann Michael Laurenz mit der Mozartoper La finta giardiniera als Belfiore an der Martin-Luther-Universität in Halle. Es folgten Auftritte wie Die Zauberflöte in der U-Bahn (Tamino) in Berlin, Produktionen an der Kammeroper München und La Cenerentola (Ramiro) mit den Stuttgarter Philharmonikern.
Als Mitglied des Internationalen Opernstudios in Zürich (2008–2010) sang Michael Laurenz u. a. die Titelpartie in Offenbachs Barbe-Bleue, Siegfried in Oscar Straus’ Die lustigen Nibelungen und den Mann mit dem Esel in Orffs Die Kluge.
Direkt im Anschluss übernahm er Partien am Opernhaus Zürich, dem er seit der Spielzeit 2010/11 als Ensemblemitglied angehörte.
Seit 2018 ist Laurenz Mitglied der Wiener Staatsoper. Er singt unter anderem am Theater an der Wien, an der Mailänder Scala, an der Pariser Oper sowie bei den Salzburger Festspielen, den Bregenzer Festspielen und dem Glyndebourne Festival.